# Dirty Deeds Done Dirt Cheap (Australien)
Dirty Deeds Done Dirt Cheap er det tredje studiealbum fra det australske hårde rock-band AC/DC som blev udgivet i september 1976 i Australien. Alle sange er skrevet af Angus Young, Malcolm Young, og Bon Scott.
Oprindeligt blev Dirty Deeds Done Dirt Cheap udgivet gennem Albert Productions, men en modificeret international udgave blev udgivet gennem Atlantic Records i 1976. 

## Spor
1. "Dirty Deeds Done Dirt Cheap" – 4:13
2. "Ain't No Fun (Waiting Round to Be a Millionaire)" – 7:31
3. "There's Gonna Be Some Rockin'" – 3:17
4. "Problem Child" – 5:46
5. "Squealer" – 5:16
6. "Big Balls" – 2:40
7. "R.I.P. (Rock in Peace)" – 3:36
8. "Ride On" – 5:53
9. "Jailbreak" – 4:41

## Musikere
- Bon Scott – Vokal
- Angus Young – Lead guitar, bagvokal
- Malcolm Young – Rytme guitar, bagvokal
- Mark Evans – Bas guitar, bagvokal
- Phil Rudd – Trommer, bagvokal